# 奥拉夫二世·哈康松
奥拉夫·哈康松（丹麥語：Oluf Håkonsen，1370年—1387年8月23日），丹麦與挪威国王。
他父亲是挪威国王哈康六世，母亲是丹麦国王瓦尔德玛四世最年轻的女儿玛格丽特一世。1375年，外祖父丹麦国王瓦尔德玛四世去世，没有儿子，因此玛格丽特在瓦尔德玛四世的宰相的支持下立她五岁的儿子奥拉夫为丹麦国王，是为丹麦国王奥拉夫二世。奥拉夫二世的宣言包括“瑞典的真正繼承人”這一稱號，因為他的祖父曾經當上瑞典國王，直至被迫退位，這是他母親的堅持。奧拉夫二世在斯堪尼被認為是國王，其中包括自1370年斯特拉爾松條約以來由漢薩同盟控制的城鎮。瑪格麗特太后代表奧拉夫世簽署一份加冕憲章，因為奧拉夫二世太年輕不能統治，攝政直到他十五歲止。在章程中，奧拉夫二世同意每年至少與丹麥國會會面一次並交還他的祖父瓦爾德瑪四世在其統治時期沒收的財產。
1380年，其父亲哈康六世去世，他又继承了挪威王位，是为挪威国王奥拉夫四世。由于年幼，仍由其母亲玛格丽特一世替他执政。隨著他登上挪威王位，丹麥和挪威因此由個人聯合兩國由丹麥統治。丹麥和挪威將擁有同樣的國王，除了短暫的空位期外，直到1814年挪威獨立為止。
儘管瑪格麗特以及丹麥、挪威和瑞典人民對奧拉夫二世的未來充滿希望，但他們從未達成其希望。奥拉夫二世於1387年8月16歲時意外去世。他被埋葬在丹麥西蘭島上的索勒修道院，他的外祖父和其後他的母親也被埋葬在這裡。奧拉夫中毒的謠言立即四處傳揚，多年後引起了“假奧拉夫”的故事。
在奧拉夫二世於法爾斯特布去世後，奧拉夫的母親被宣佈為“所有有權勢的女士和女主人以及丹麥王國的攝政王”。丹麥當時沒有任何條款允許婦女擁有繼承權來統治。第二年，挪威宣布她是挪威的“統治女王”。1389年，瑞典國王阿爾伯特的統治失敗和被推翻後，她被宣佈成為“瑞典最有權勢的女士”。1397年6月13日，她通過卡爾馬聯盟將她的三個斯堪的納維亞王國為她的繼任者波美拉尼亞的埃里克統一在同一個皇冠下的個人聯合。
在奧拉夫二世之後，超過550年並沒有一位挪威國王在挪威土地上出生，直到1937年哈拉爾王子出生。奧拉夫二世的逝世也是瑞典福爾孔王朝男系的終結。

## 假奧拉夫
普魯士歷史學家約翰·馮·普茨格報告說一名“可憐的病人”於1402年來到該國並住在格魯瓊茲的一個村莊附近。一群來自丹麥的商人問他是否在丹麥不為人知，因為他看起來非常像已故國王奧拉夫二世。商人們離開去尋找另一個見過國王的人然後和他一起回來。當新來的人看到他們帶來的為奧拉夫時，他喊道，“我的主人國王！”許多人特別是挪威人不相信奧拉夫已經去世。他們認為瑪格麗特女王毒害年輕的奧拉夫二世，以將他除去，令她可以統治。根據謠言，年輕的奧拉夫躲起來，逃過一劫。這個消息傳到一個商人，泰姆·馮·德內洛，他帶走這個人來到格但斯克。鎮上的貴族歡迎丹麥和挪威的合法國王奧拉夫二世，並給他精美的衣服和禮物。為他製作印章，並寫信告訴瑪格麗特女王，告訴她這人是她的兒子，要求恢復他的領土和名銜。瑪格麗特女王回信說，如果他能證明是自己的兒子，她會樂意接受他。
條頓騎士團的領袖護送假奧拉夫到卡爾馬聯盟接受女王的盤問。男子一到後，就被發現是冒名頂替者。他不會說丹麥語的任何一個詞，並且在被質疑時承認他是普魯士人，他是農民的兒子：父母是來自埃格爾的阿道夫和瑪格麗特。假奧拉夫被帶到了斯堪尼的隆德。他在那裡承認他冒犯君主，並被判處火刑。他寫給瑪格麗特女王的信件被掛在脖子上，在他投進火焰之前，一個模擬的皇冠放在他的頭上。他的遺物被送到一間修道院，女王將假奧拉夫的印章破壞。丹麥國民議會公佈對奧拉夫二世於1387年死亡的詳細解釋，以反駁波羅的海四周流傳的故事。